# Maria Olsen
Pour les articles homonymes, voir Maria et Olsen.
Maria Olsen, née le 22 juillet 1966 en Afrique du Sud, est une actrice et productrice sud-africaine.

## Biographie
Maria Olsen est ouvertement lesbienne.

## Filmographie

### Comme actrice
- 2008 : Sam Hell : l'infirmière Kelly
- 2008 : Longwinded (court métrage) : Woman in Grocery Store
- 2008 : A Gothic Tale : Dorothy Heim
- 2008 : Humanity's End (vidéo) : Sarah 419
- 2008 : Where the Rocks Meet the Shrubs (court métrage) : Mother
- 2009 : Step Seven (court métrage) : Deb / Mary
- 2009 : Morbid: A Love Story : Homeless Woman
- 2009 : Before We Close It (court métrage) : Mrs. Thompson
- 2009 : Dragonquest (vidéo) : Hedona
- 2009 : Life Between Interviews (court métrage) : Therapist
- 2009 : Undying Love (court métrage) : Zombie
- 2009 : Dead Game (court métrage) : Blind Woman
- 2009 : Mansfield Path (court métrage) : Postle's Mother
- 2009 : Sinnergy (court métrage)
- 2009 : Die-ner (Get It?) : Rose
- 2009 : The Other Cheek (court métrage) : Mrs. Gloucester
- 2009 : The Sirens (court métrage) : Caretaker 1
- 2009 : Wander (court métrage) : Waitress
- 2009 : Sin by Silence (court métrage) : The Wife
- 2009 : Shellter : Nurse
- 2009 : Carly Comes Home (court métrage) : Victim on Wall
- 2009 : Blue Like the Morning : Zahara
- 2009 : Alone Together : Narrator (voix)
- 2010 : Alice Ascends (court métrage) : Foster Mother
- 2010 : 2.0 (vidéo) : Ghost at Podium
- 2010 : Comedy Traffic School (court métrage) : Jane
- 2010 : Percy Jackson & the Olympians: The Lightning Thief : Mrs. Dodds / Fury
- 2010 : Ijé: The Journey : Corrections Officer
- 2010 : Renegades (court métrage) : Prostitute
- 2010 : Viva Castrama (court métrage) : Guard Rubistky
- 2010 : The Way We Are (court métrage)
- 2010 : The Bork : Ophy Bork
- 2010 : Infernum (court métrage) : Hag
- 2010 : Family Virtues (court métrage) : Susan
- 2010 : Embers of the Sky : Sessa D / Nassi Doran (segment "The Reve, A Song For Swan")
- 2010 : Darkening Sky : Lola
- 2010 : Danny Caldwell Goes to Hell (court métrage) : Jezebel
- 2011 : The Mudman : Sophomore
- 2011 : The Gift (court métrage) : Gretta
- 2011 : Sold (court métrage) : Ruthy
- 2011 : Manny's Obituary (court métrage) : Detective Tammy Hill
- 2011 : Vile : Woman on TV
- 2011 : Paranormal Activity 3 : Creepy Lady
- 2011 : The Realm (série télévisée) : Zahmir
- 2011 : Weekend : Margaret's Mom
- 2011 : The Black Guitar (court métrage) : Mother
- 2011 : Skeletons in the Closet (court métrage) : Creepy Ghost
- 2011 : Papa Zeus : Inst. Marie Antouinette
- 2011 : Curtain (court métrage) : Succubus
- 2011 : The Remains : Madame Addison
- 2012 : Let's Big Happy (série télévisée) : Moaning Woman
- 2012 : Folklore : Eatha Haemm
- 2012 : The Old Chair (court métrage) : Matilda
- 2012 : Broken Together (court métrage) : Alice
- 2012 : Redemption (court métrage) : The Brander
- 2012 : DisOrientation : Mrs. Bryer
- 2012 : Auradrone: Shadow (court métrage) : Cook
- 2012 : The Amazing Adventures of the Living Corpse : Ghost Mother (voix)
- 2012 : The Haunting of Whaley House : Anna Whaley
- 2012 : Payback Jack : Hillary
- 2012 : Harry Potter and the Ten Years Later (série télévisée) : Death Eater / Hettie
- 2012 : The Lords of Salem : Dream Sequence Woman
- 2012 : The Perfect Candidate (court métrage) : Ann
- 2012 : The Cohasset Snuff Film : Melissa Wick
- 2012 : Something Sinister (court métrage)
- 2012 : American Horror Story (série télévisée) : Patient
- 2012 : THG: The Beginning : Tera's Mom
- 2012 : A.B.S (court métrage) : Madam Vladimer
- 2012 : Scream, Zombie Scream : Gaia
- 2012 : Welcome to Paradise (court métrage) : Warden Davis
- 2012 : Rent a Bad Student (court métrage) : Principal Harris
- 2012 : Hollywood Inc. (série télévisée) : Jane / Funky Lady
- 2012 : Before I Die (court métrage) : Zombie
- 2013 : Our Zombie Mother (série télévisée) : Zombie Mother / Mother
- 2012-2013 : Not Now John (série télévisée) : Karen
- 2013 : Legit (série télévisée) : Skinny Woman
- 2013 : Infestation: Day One : Oracle
- 2013 : 8.13 (série télévisée) : Shelly Harris
- 2013 : Life Is a Lottery (court métrage) : Barbara
- 2013 : The Levenger Tapes : Screaming Lady
- 2013 : The Boogeyman (court métrage) : Judy
- 2013 : To Jennifer : Grace
- 2013 : Scarlet Samurai: Incarnation : Jacqueline Chan
- 2013 : Saving Mr. Banks : Fairground Woman - 1906
- 2013 : Cassandra's Left Hand (court métrage) : Shira
- 2013 : OZM Newz (série télévisée) (voix)
- 2013 : The Hypnotist (court métrage) : The Face
- 2013 : Feed Me : Petala
- 2014 : Starry Eyes : The Casting Director
- 2014 : Bad Neighbours : Prostitute
- 2014 : African Gothic : Mother
- 2014 : The Bunnyman Massacre : Bus Driver
- 2014 : Hotel Secrets & Legends (série télévisée) : Priscilla Grinder
- 2014 : Dark Hearts : Crack Whore Girlfriend
- 2014 : Another
- 2014 : Trophy Heads : Mom
- 2014 : Coco (court métrage) : Coco
- 2014 : My Haunted House (série télévisée) : Ethel
- 2014 : Way Down in Chinatown : Bob
- 2014 : Body Snatchers : Nurse Mary
- 2014 : Club Lingerie : Cookie
- 2014 : Faraway : Muse of Misfortune
- 2014 : Something Sinister : Aunt Helen
- 2015 : Hansel contre Gretel : Crone
- 2015 : Catatonic (court métrage) : Female Orderlie
- 2015 : Addicted to Fresno : la joueuse de softball
- 2015 : Mojave : Meth Woman
- 2015 : The Broken Legacy : Nurse Lucy
- 2015 : Gore Orphanage : Mrs. Pryor
- 2015 : Hollywood Wasteland (série télévisée) : Director of Finance
- 2015 : Southbound : Sandy
- 2015 : Agoraphobia : Aunt Margie / Ghost
- 2015 : Paranormal Activity: The Ghost Dimension : Coven Woman
- 2015 : Rose Thorn (court métrage) : Rose Jacobs
- 2015 : True Nightmares (série télévisée) : Ma Bender
- 2015 : The Fix : Woman
- 2015 : Reunion : Mia
- 2016 : Dinner with the Dwyers (court métrage) : Beatris
- 2016 : Consumption : Sue
- 2016 : Graffiti on My Heart (court métrage) : Uptight Townsperson
- 2016 : Available : Vampira66
- 2016 : The Conduit : Amy's Mother
- 2016 : Fear, Inc. : Bartender
- 2016 : Lockhart: Unleashing the Talisman : 1920's Club Guest
- 2016 : Wolf Mother : Maria Abramov
- 2016 : Middle Man : Convenience Store Woman
- 2016 : Black Tar Road : Lady C
- 2016 : The Remains : Madame Addison
- 2016 : No Way to Live : Cain's Mom
- 2016 : The Lords and Other Creatures (court métrage) : Dark Vera
- 2016 : A Better Place : Rita
- 2016 : Killjoy's Psycho Circus : Lilith
- 2016 : Another Bleeding Love Story : Catherine
- 2016 : Ravenwolf Towers (série télévisée)
- 2016 : 24 : Landlady
- 2017 : The Covenant : Molly Hanning
- 2017 : Impuratus : Elsie Proctor
- 2017 : The Daughters of Virtue (court métrage) : Betty
- 2017 : Axeman 2: Overkill : Adèle
- 2017 : Who's There? : tante Morrigan
- 2017 : Moon Creek Cemetery : Hatchet Lady
- 2017 : Hacked Off! : Ma
- 2017 : Marrtown : Missy
- 2017 : 60 Seconds to Die : Crazy Cat Lady (segment Pussy, Pussy, Pussy)
- 2018 : Grizzled! : Dick 'Dog' Dingo
- 2018 : Diverted Eden : Manager Mary
- 2018 : Shhhh : Ghoul on Train
- 2018 : Voodoo: Retribution : Claudia
- 2018 : The Road Killer : Lilith Meyers
- 2018 : The Note : The Nurse
- 2018 : The Bone Box : tante Florence
- 2018 : Painkillers : Carla Franken
- 2018 : No Knock List : Ms. Vangobels
- 2018 : Harvest Moon : Actor
- 2018 : Happy Ending : Dominique
- 2018 : Genesis: The Future of Mankind Is Woman : Vera
- 2018 : Death Letter: God, Sex and War : Major's Wife
- 2018 : Dead Hamptons : Laura
- 2018 : Community (court métrage) : Alice
- 2018 : All the Creatures Were Stirring : The Directress
- 2018 : Aim : Patrice Sheeler
- 2015 : Harvey's Dream (court métrage) : Janet
- 2017 : There's No Such Thing as Vampires : Sigfreda
- 2018 : State of Desolation : Alexis
- 2018 : I Spit on Your Grave: Deja Vu : Becky
- 2018 : Cockroaches : Susan
- 2018 : Failing Grace : Norma, la Babysitter (voix)
- 2018 : Los Angeles Overnight : Officer Sykes
- 2018 : Caravaggio and My Mother the Pope : Mevrouw Van Der Heuvel
- 2018 : Ghost in the Graveyard : The Witch
- 2018 : Wretch : Anna Cochenour
- 2018 : The Sunday Night Slaughter : Eeopodan Eater of Souls
- 2018 : The Creature [Us] : Debby
- 2018 : Kecksburg : Dr. Mueller
- 2018 : Departer
- 2018 : By Day's End : Ms. Tibbs
- 2018 : Blood Angel : Gudrun Burwitz
- 2019 : I Spit on Your Grave: Deja Vu